# Teodor Ostrowski
Teodor Ostrowski, ps. i krypt.: Bezstronny obywatel; O. P. (ur. 9 listopada 1750 w Kopinie, zm. 12 lutego 1802 we Lwowie) – historyk i prawnik polski, pijar, profesor Collegium Nobilium pijarów w Warszawie i Korpusu kadetów.

## Życiorys
Urodził się 9 listopada 1750 w miejscowości Kopina (pow. łukowski). W roku 1765 wstąpił do zakonu pijarów w Podolińcu. Ukończywszy nowicjat rozpoczął studia zakonne, początkowo w Rzeszowie (1768-1770), a następnie studia teologiczne w Warszawie (1771-1774). Jeszcze podczas rozpoczął pracę pedagogiczną, nauczając początków łaciny w Collegium Regium (1771). Następnie przez 12 lat (1773-1784) pracował w Collegium Nobilium. Początkowo pełnił w nim obowiązki podprefekta (1773-1775), następnie profesora historii (1775-1780) i profesora prawa natury (1781-1784). W roku 1785 powrócił do znanego mu Collegium Regium, pełniąc tam obowiązki prefekta i wykładając przedmioty prawne. Piastował też wiele godności zakonnych w zarządzie prowincji, będąc kolejno: prokuratorem prowincji (1787-1794), drugim konsultantem (1796), sekretarzem prowincji (1796-1798), konsultantem prowincji (1797-1798) i ostatecznie asystentem prowincji (1799-1801).
Na życzenie króla opracował szczegółowy inwentarz rzeczowy do VII i VIII tomu Volumina Legum. Za prace te został uhonorowany królewskim medalem „Merentibus” (łac. Zasłużonym). Przez Sejm Czteroletni powołany został do deputacji kodeksowej, która miała ułożyć kodeks cywilny i karny. Komisji tej przewodniczył Hugo Kołłątaj, ówczesny podkanclerzy koronny.

## Twórczość

### Ważniejsze dzieła
1. Gazety pisane i informacje tygodniowe z Warszawy z l. 1771, 1773-1774, 1777-1781, dostarczane chorążemu nadwornemu koronnemu Adamowi Józefowi Mniszkowi, rękopis: Biblioteka Jagiellońska, sygn. 6799 II; autoren większości gazetek był Ostrowski według konstatacji E. Rabowicza; porównaj komentarz J. Jackla w: Teatr Narodowy 1765-1794 (red. J. Kott), Warszawa 1967, s. 439
2. Inwentarz nowy praw, traktatów i konstytucji koronnych i W. Ks. Lit. w czasie bezkrólewia r. 1764 i za panowania Najjaśniejszego Stanisława Augusta do roku 1780 uchwalonych, na wzór inwentarza dawniejszego ułożony, Warszawa 1782; uzupełnienie: Suplement do inwentarza, Warszawa 1785 (dedykowane Stanisławowi Augustowi)
3. Prawo cywilne, albo szczególne, narodu polskiego ze statutów i konstytucji koronnych i litewskich zebrane, rezolucjami Rady Nieustającej objaśnione, dodatkami z praw kanonicznego, magdeburskiego i chełmińskiego pomnożone i porządkiem praw rzymskich ułożone t. 1-2, Warszawa 1784; wyd. 2 „poprawne” Warszawa 1787; fragmenty przedr. B. Suchodolski w: Nauka polska w okresie Oświecenia (Warszawa) 1953; dedykowane A. Ostrowskiemu; przekł. niemiecki (1797-1802)
4. Roboty około przędziwa, albo uprawa lnu, konopi i innych roślin do przędzenia zdatnych. Wiadomość o chowie jedwabników tudzież nauka o blichowaniu i maglowaniu płócien, Warszawa 1788 (druk anonimowy)
5. Odezwa bezstronnego obywatela do stanów Rzeczypospolitej względem podatków, brak miejsca wydania 1788 (druk anonimowy)
6. Dzieje i prawa kościoła polskiego t. 1-3, Warszawa 1793; wyd. 2 Poznań 1846-1847
7. Rozmowa do okoliczności dzisiejszych przystosowana. W Warce w miesiącu czerwcu r. 1794 (Warszawa 1794).

### Przekłady
1. tłumaczenie na j. polski dzieła angielskiego prawnika Williama Blackstone’a Prawo kryminalne angielskie. Przez... zebrane, a przez... wytłumaczone i uwagami do prawa polskiego stosownymi pomnożone[1] t. 1-2, Warszawa 1786 (z przedmową tłumacza); fragmenty przedr. B. Suchodolski w: Nauka polska w okresie Oświecenia (Warszawa) 1953; Ostrowski tłumaczył z przekł. francuskiego P. Coyer.

## Opracowania monograficzne
- Z. Zdrójkowski: T. Ostrowski (1750-1802), pisarz dawnego prawa sądowego, Warszawa 1956 „Dawni Pisarze Prawnicy” nr 1 (z bibliografią).